# Aragorn
Aragorn II, tudi Stopač, 16. poglavar Dunadanov s severa, kasneje kronan za kralja Elessarja Telcontarja (sindarsko »Vilinkamen Stopač«) (2931 t.v. - 120 č.v.), 26. kralj Arnorja, 34. kralj Gondorja in prvi kralj Združenega kraljestva, je namišljena oseba iz Tolkienove trilogije Gospodar prstanov. 
Aragorn nastopa v vseh treh delih trilogije in je potomec velikih kraljev. Zaradi tega lahko živi dlje kot navaden smrtnik. Poroči se z vilinko Arwen Večernico. Aragorn se je boril v vseh pomembnejših bitkah, ki jih opisuje Gospodar prstanov (Helmov brezen, Minas Tirith, ...).